# 倪美玉
倪美玉，明朝女性人物。
十八岁嫁给董绪。董绪居丧，哀伤过度得病，对倪美玉说：“我没有兄弟，又没有儿子。我死后，父母绝祀了。当以我的房屋为小宗祠，购置祀田数亩，家人轮流主持，春秋享祀，我父母获得祭祀，我没有遗憾了。你必要以此意告知我叔父让他去办。”董绪死后，倪美玉立侄子为后。治丧完毕，她将女儿和二十亩田地托付给嫂子。等董绪叔父从外郡回来，泣拜转述夫命，叔父按她说的办了。事情完毕，倪美玉出房拜谢，入室卧床不再进食。数日后，沐浴整衣，说道：“亡夫召我去了。”举手告别父母亲属而逝，年二十二岁。